# Ellipsoidininae
Ellipsoidininae es una subfamilia de foraminíferos bentónicos de la familia Ellipsoidinidae, de la superfamilia Pleurostomelloidea, del suborden  Buliminina y del orden Buliminida. Su rango cronoestratigráfico abarca desde el Turoniense hasta el Maastrichtiense (Cretácico superior).

## Discusión
Clasificaciones previas incluían Ellipsoidininae en la familia Pleurostomellidae, así como en el suborden Rotaliina y/o orden Rotaliida.

## Clasificación
Ellipsoidininae incluye a los siguientes géneros:
- Amplectoductina †
- Daucina †
- Drepaniota †
- Ellipsobulimina †
- Ellipsodimorphina †
- Ellipsoglandulina
- Ellipsoidella †
- Ellipsoidina †
- Ellipsopolymorphina †
- Laterohiatus †
- Nodosarella
- Pinaria †
- Drepaniota †

Otros géneros considerados en Ellipsoidininae son:
- Ellipsonodosaria, aceptado como Nodosarella
- Ellipsopleurostomella, aceptado como Ellipsopolymorphina